# Vop
Le Vop (russe : Вопь) est une rivière de l'oblast de Smolensk, en Russie. C'est un affluent de la rive droite du Dniepr. Le cours d'eau s'étend sur 158 km, avec un bassin versant de 3 300 km². Le débit moyen est de 22 m³/s.
La rivière fut le théâtre d'intenses opérations militaire dans la région de Smolensk entre juillet et septembre 1941 dans le cadre de l'opération Barbarossa.